# Паламарчук Валерій Віталійович
Валерій Віталійович Паламарчук (нар. 11 серпня 1963, м. Львів, УРСР, СРСР) — радянський і український футболіст, воротар. По завершенні ігрової кар'єри — український футбольний тренер. Входив до тренерського штабу молодіжної збірної України. 

## Життєпис

### Освіта
1980-1985 роки навчався в Київському державному інституті фізичної культури, за фахом - викладач по фізичній культурі і спорту.
2002 рік - ФФУ ліцензія UEFA D.
2006 рік - ФФУ ліцензія UEFA C.
2007 рік - ФФУ ліцензія UEFA B.
2007 рік - ФФУ ліцензія UEFA A.
2010 рік - UEFA Study Group Scheme France - Elite Youth Football.
2013, 2016, 2019 роки - ФФУ ліцензія UEFA A.

### Тренерська кар'єра
1999 рік - старший тренер ФК "Торпедо-Кадіно" Могильов.
2002-2004 роки - тренер воротарів ДЮФК "Київ".
2004-2007 роки - тренер воротарів ФК "Пліски".
07.2007-02.2009, 07.2009-11.2012 - тренер воротарів ФК "Оболонь".
01.2013-10.2014 - тренер воротарів ФК "Оболонь-Бровар".
10.2014-11.2020 - тренер воротарів ДЮФК "Арсенал".
10.2015-2017 - тренер воротарів в Дівочих збірних України WU-17, WU-19.
01.2007-12.2016 - тренер воротарів в Юнацьких збірних України U-16,17,18,19.
У грудні 2015 року увійшов до тренерського штабу Олександра Головка в молодіжній збірній України U-21.
З 16.03.2018 по 22.04.2019 був головним тренером Національної жіночої збірної України з футболу WU17 (дівчата до 17 років). 
З 22.04.2019 є головним тренером Національної жіночої збірної України з футболу WU19 (дівчата до 19 років).
З 09.2019 є тренером Дівочої академії футболу УАФ.

### Досягнення
2006-2007 роки - учасник шостого чемпіонату Європи з футболу між командами U-17 на посаді тренера воротарів.
2008-2009 роки - переможець восьмого чемпіонату Європи з футболу між командами U-19 на посаді тренера воротарів.
2014-2015 роки - учасник чотирнадцятого чемпіонату Європи з футболу між командами U-19 на посаді тренера воротарів.